# Chrysopilus cristatus
Chrysopilus cristatus är en tvåvingeart som först beskrevs av Johan Christian Fabricius 1775. Chrysopilus cristatus ingår i släktet Chrysopilus och familjen snäppflugor. Enligt den finländska rödlistan är arten otillräckligt studerad i Finland. Arten är reproducerande i Sverige. Artens livsmiljö är fuktiga gräsmarker, dikesrenar. Inga underarter finns listade i Catalogue of Life.

## Bildgalleri

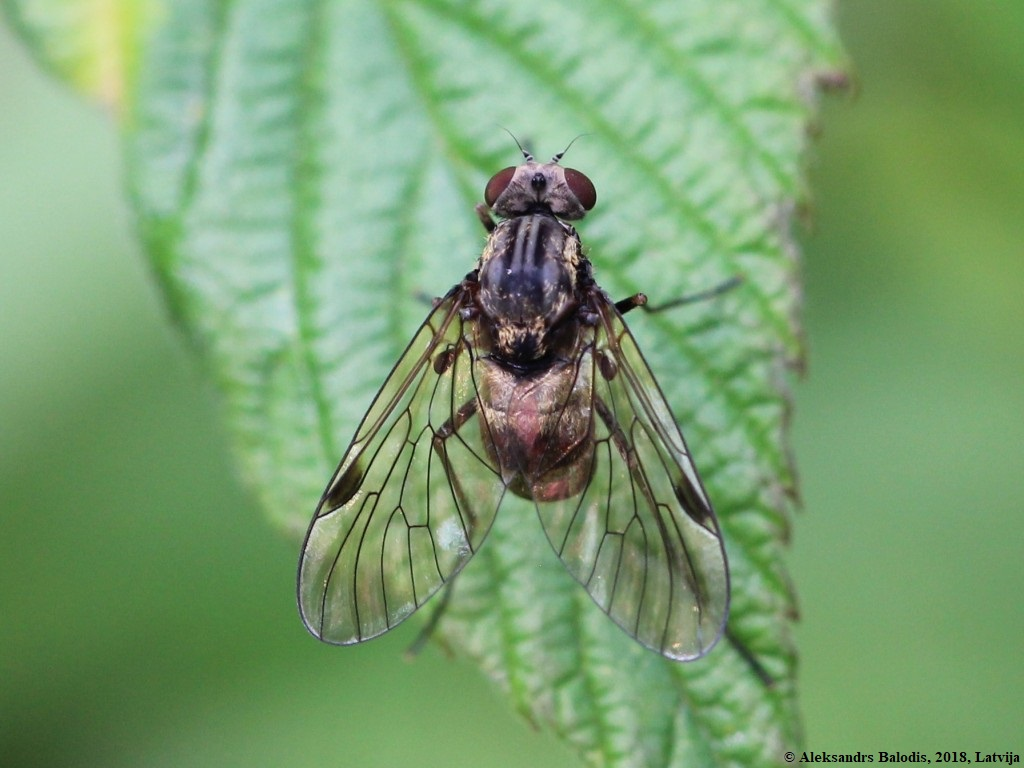
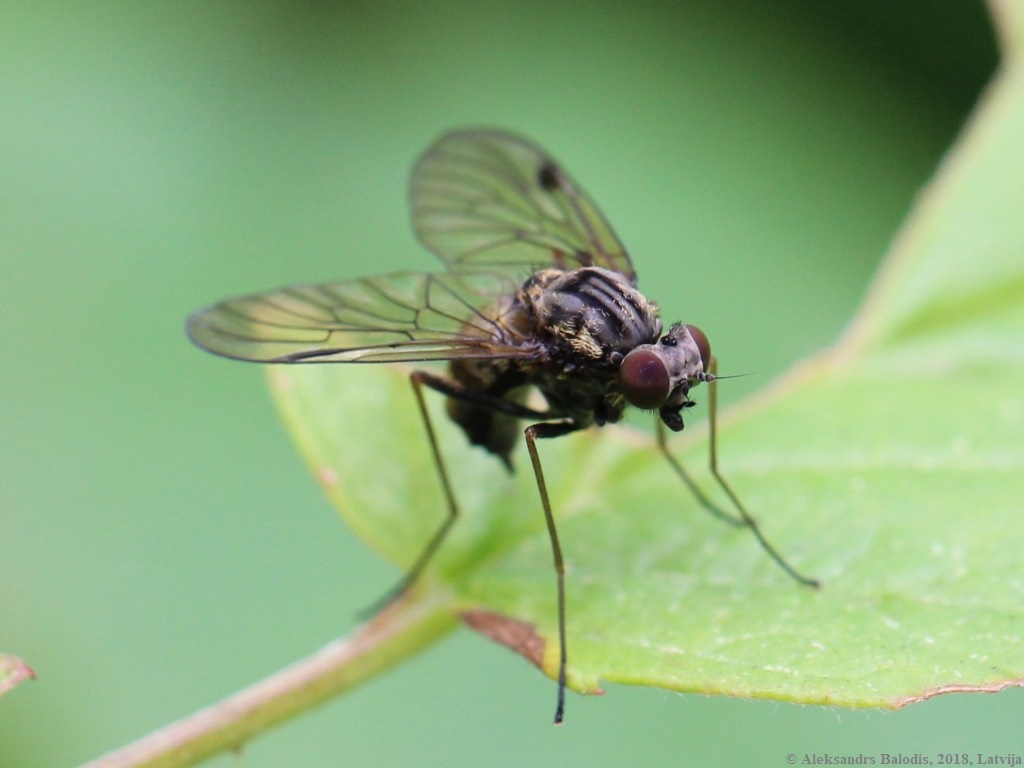